# Karl von Beck
Johann Friedrich Karl Beck, ab 1875 von Beck, (* 12. Dezember 1818 in Ludwigsburg; † 5. Januar 1886 in Schwäbisch Hall) war ein deutscher evangelischer Theologe.

## Beruf
Nach dem Besuch des evangelisch-theologischen Seminars begann Karl Beck seine berufliche Laufbahn 1845 als Repetent. 1847 wurde er Helfer, 1848 Oberhelfer, 1855 Pfarrer und 1858 Dekan in Reutlingen. Im Jahr 1873 ging Karl Beck als Generalsuperintendent nach Schwäbisch Hall.

## Politik
Die Generalsuperintendenten der evangelischen Landeskirche waren kraft Amtes privilegierte Mitglieder der Zweiten Kammer des württembergischen Landtags. Karl Beck trat nach seiner Ernennung deshalb auch am 21. Oktober 1873 in den Landtag ein. Er übte das Amt bis zu seinem Tod aus.

## Familie
Karl Beck war der Sohn des Oberzeugdieners Johannes Beck in Ludwigsburg und der Christiane Beck geb. Wetschenbach, er hatte sechs Geschwister. Durch die Heirat seiner Schwester Sophie war er der Schwager von Friedrich von Schmidlin.

## Ehrungen, Nobilitierung
- 1872 Olga-Orden
- 1875 Ritterkreuz des Ordens der Württembergischen Krone, welches mit der Erhebung in den persönlichen Adel (Nobilitierung) verbunden war
- 1886 Kommenturkreuz II. Klasse des Friedrichsordens